# كولن لامونت (مقدم برامج إذاعية)
كولن لامونت (بالإنجليزية: Colin Lamont)‏ هو مقدم برامج إذاعية بريطاني، ولد في 20 يونيو 1956 في غرينوك في المملكة المتحدة.